# ساکسوفون
ساکسوفون (به فرانسوی: saxophone) یکی از سازهای بادی است که معمولاً از جنس برنج است و یک قمیش مشابه قمیش کلارینت دارد. مشابه کلارینت، ساکسوفون نیز سوراخ‌هایی دارد که نوازنده از طریق مکانیزمِ کلیدی آن‌ها را می‌بندد. وقتی که نوازنده کلیدی را فشار می‌دهد یا کلید را رها می‌کند، به ترتیب صفحه ای روی سوراخ‌ها قرار می‌گیرد یا صفحه از روی سوراخ برداشته می‌شود. این ساز را آدولف ساکس در دههٔ ۱۸۴۰ اختراع کرد و به نام او «ساکسوفون» نام گرفت.
آدولف ساکس، زادهٔ شهرستان دینان (به فرانسوی: Dinant) در بلژیک است. او می‌خواست گروهی از آلات موسیقی را خلق کند که قدرتمندترین و بهترین سازهای بادی باشند. آقای ساکس، ساکسوفون را در تاریخ ۲۸ ژوئن سال ۱۸۴۶ در دو گروه که هر کدام شامل ۷ ساز می‌شد به ثبت رساند. هر گروه شامل سازهایی در ابعاد مختلف جهت حمل بود.
ساکسوفون جزو سازهای بادی چوبیِ تک‌زبانه است.
ساکسوفون انواعی مانند ساکسوفون سوپرانو، ساکسوفون آلتو و ساکسوفون تنور دارد، که تفاوت آن‌ها در دامنهٔ صداییِ آنهاست. اگرچه این ساز در اصل برای ارکستر و دستهٔ موزیک نظامی تهیه شد، ولی امروزه بیشتر در موسیقی جاز و مردم‌پسند به کار می‌رود.

## ویژگی
- این ساز جزو سازهای انتقالی است.
- این ساز از خانوادهٔ کلارینتها است و جنس آن از فلز است.
- ساکسوفون جزو سازهای ارکستر سمفونیک نیست.

برخی از ساکسوفون‌های رایج:
- ساکسوفون در «سی بمل»: ساکسوفون‌های سوپرانو، تنور و باس
- ساکسوفون در «می بمل»: ساکسوفون آلتو، ساکسوفون باریتون
- ساکسوفون در «دو»: ساکسوفون ملودی

## تاریخچه
ساکسوفون توسط آدولف ساکس، سازنده آلت موسیقی و فلوت‌زن و کلارینت‌نواز اهل بلژیک ایجاد شد. او در شهرستان دینان (به فرانسوی: Dinant) در بلژیک به دنیا آمد و در سال ۱۸۴۲ به پاریس نقل مکان کرد تا حرفهٔ موسیقی‌اش را پی بگیرد. پیش از کار بر روی ساکسوفون، او بر روی کلارینت باس بهبودهایی برای آکوستیک و کلیدها ایجاد کرد و همچنین محدوده صدای پایین را گسترده‌تر کرد.
ساکس سازی را با یک قمیش مشابهِ کلارینت و یک بدنه برنجی و برخی خصوصیات آکوستیک شبیه هورن و کلارینت خلق کرد. با ساخت ساکسوفون در اندازه‌های مختلف در اوائل دهه ۱۸۴۰، ساکس به مدت ۱۵ سال انحصار این محصور را در روز ۲۸ ژوئن ۱۸۴۶ به‌دست آورد. در سال ۱۸۶۶ قرارداد ساکس تمام شد، سپس ساکسوفون‌نوازان زیادی به همراه تولیدکننده‌های ساز، به نوبهٔ خود طراحی‌ها و کارهای کلیدها را بهبود بخشیدند.

## اختراع ساکسوفون

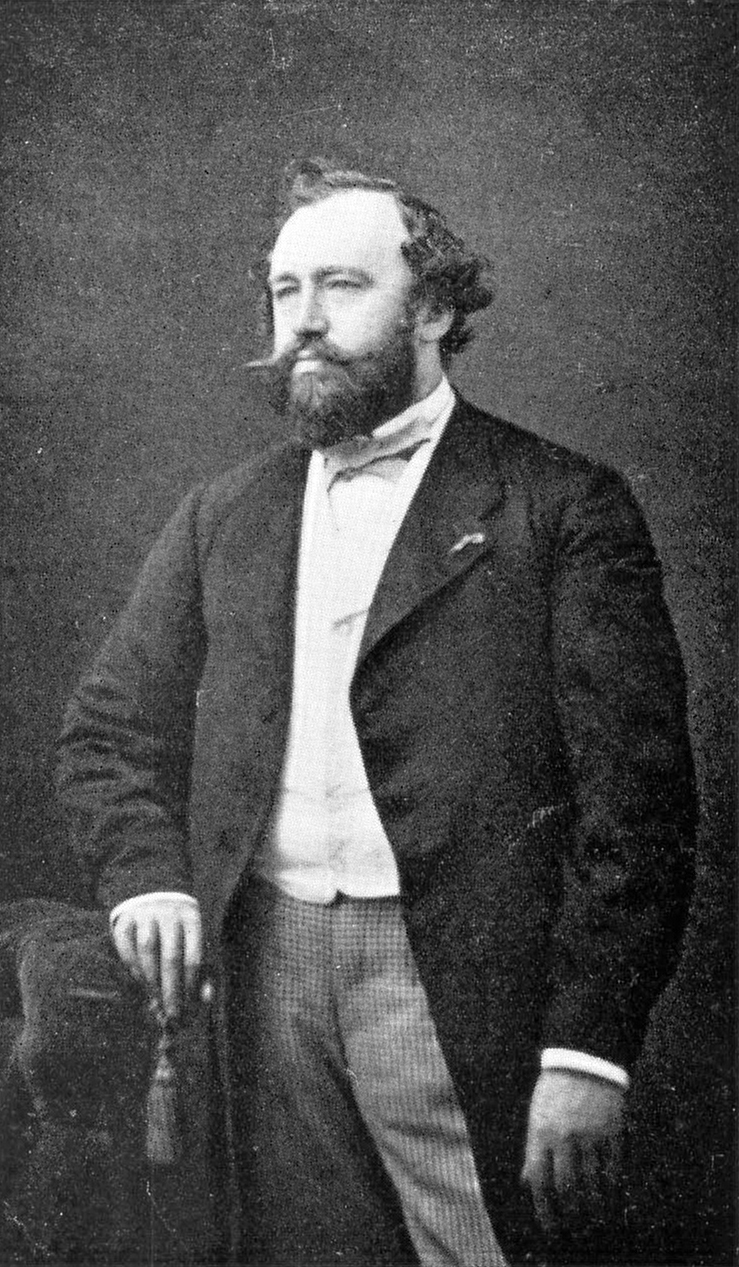
آدولف ساکس، مخترع ساکسوفون

در قرن بیستم که جاز و بلوز به موسیقی اولِ غرب تبدیل می‌شد، ساکسوفون هم جایگاه خود را پیدا کرد. در ساکسوفون هم، مانند دیگر سازهای بادی، بین تکنیک و تنفس تأثیر مستقیمی وجود دارد. بیشتر طرفداران ساکسوفون هم سیاه‌پوستان بودند که به پُرنفس بودن شهرت دارند و یکی‌یکی جادویی جدید به صدای آن اضافه می‌کردند و نامشان را در تاریخ نوازندگان ساکسوفون جاودانه کردند؛ مثل چارلی پارکر.
در اواخر دههٔ ۱۹۶۰، موسیقی راک همه‌گیر شد و همچنین ده‌ها شاخه از آن منشعب شد و از مهم‌ترین این سبک‌ها، سبک ژرمن راک بود که گیتار در آن کمرنگ شد و اساس آن بر گیتار بیس و کیبورد بود؛ پس نیازمندِ سازی شد که سولوهای وحشی را به موسیقی‌اش تزریق کند، و این ساکسوفون بود که می‌توانست این نیاز را برطرف سازد.
ریک دیویس و راجر هادسون در قطعه‌های «آهنگ منطقی» و «حالا ترکم مکن»، سولوهای ساکس را وارد کردند و گروه «سوپر ترمپ» را به اوج رساندند. این‌گونه بود که در دههٔ ۱۹۷۰، ساکسوفونِ ریک دیویس طرفداران زیادی پیدا کرد و رقیب جدی فلوت ایان اندرسون از «جتروتول» شد که عالی‌ترین نمونه‌های استفاده از سازهای بادی در موسیقی راک بودند.
دیک پری، نوازندهٔ دوره‌گردی بود که در کالج با راجر واترز و سید برت هم‌کلاس بود. وقتی توسط دوستان قدیمی‌اش به استودیوی «ابی رود» پای گذاشت، نقشی انکارناپذیر را در شاهکار جاودانهٔ پینک فلوید در آلبوم «نیمهٔ تاریک ماه» بازی کرد.

## نگارخانه

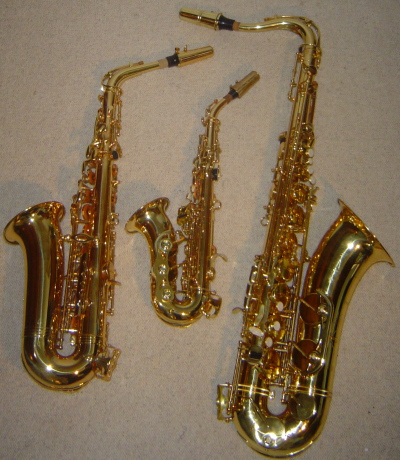
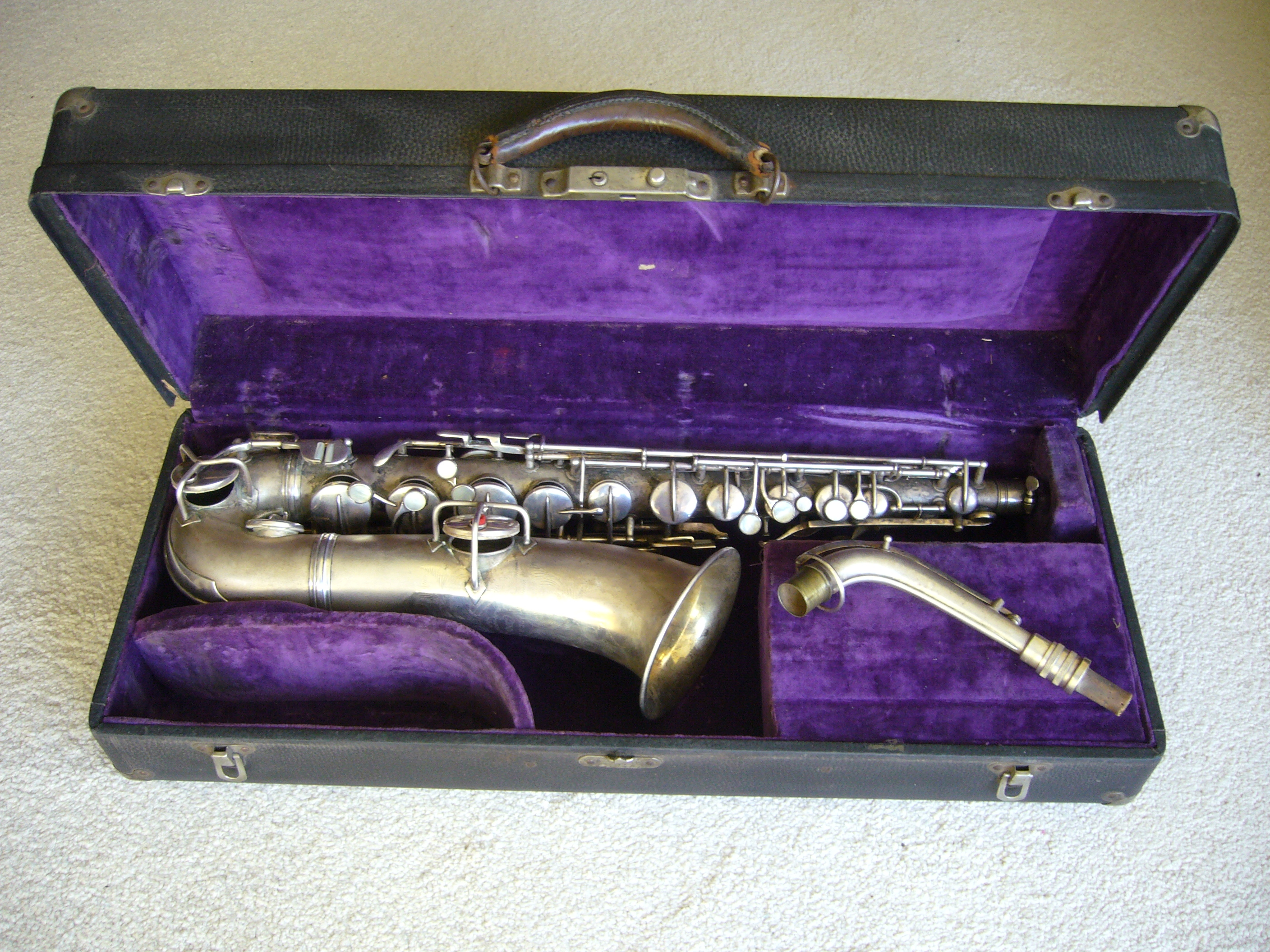
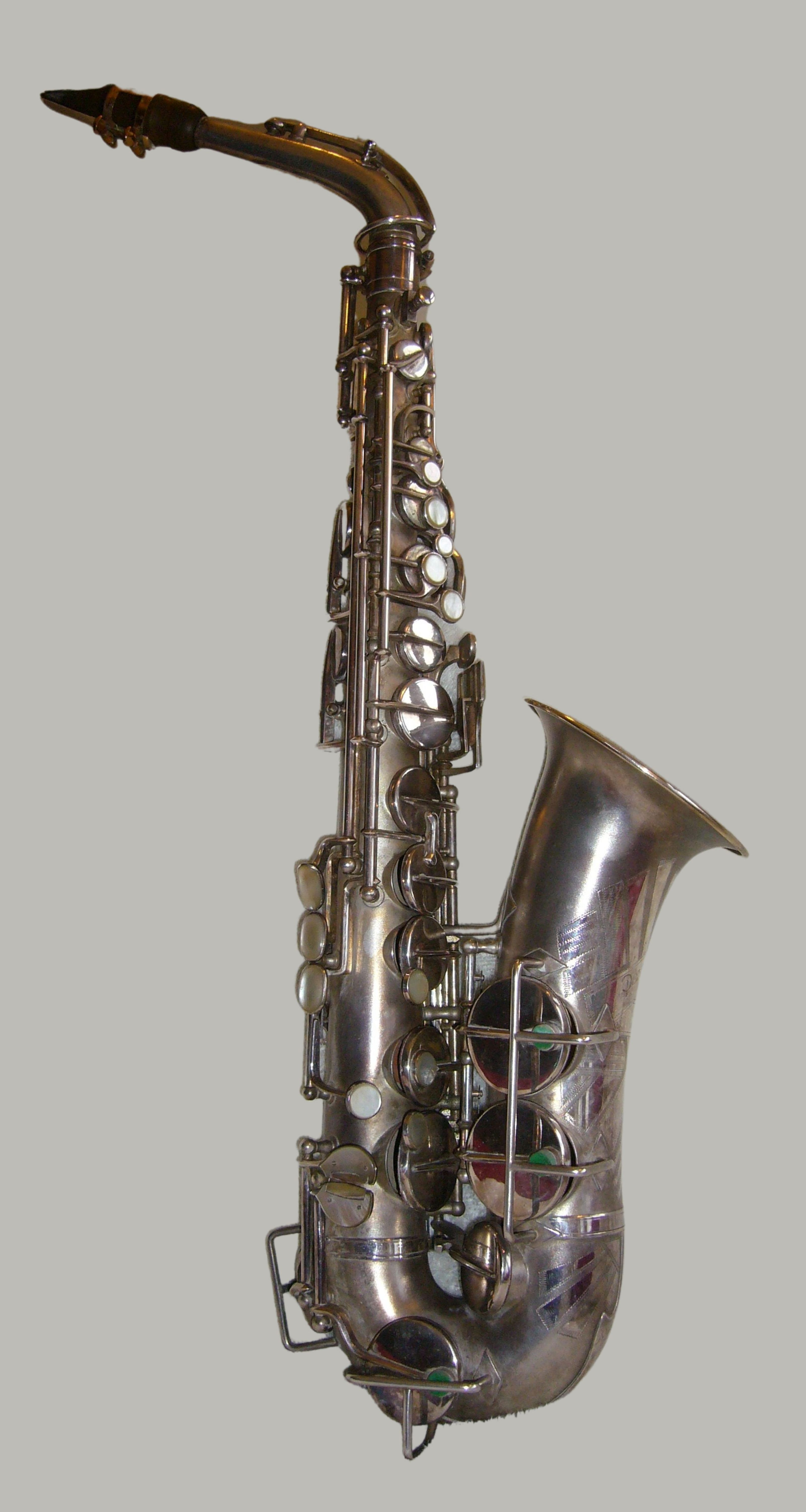
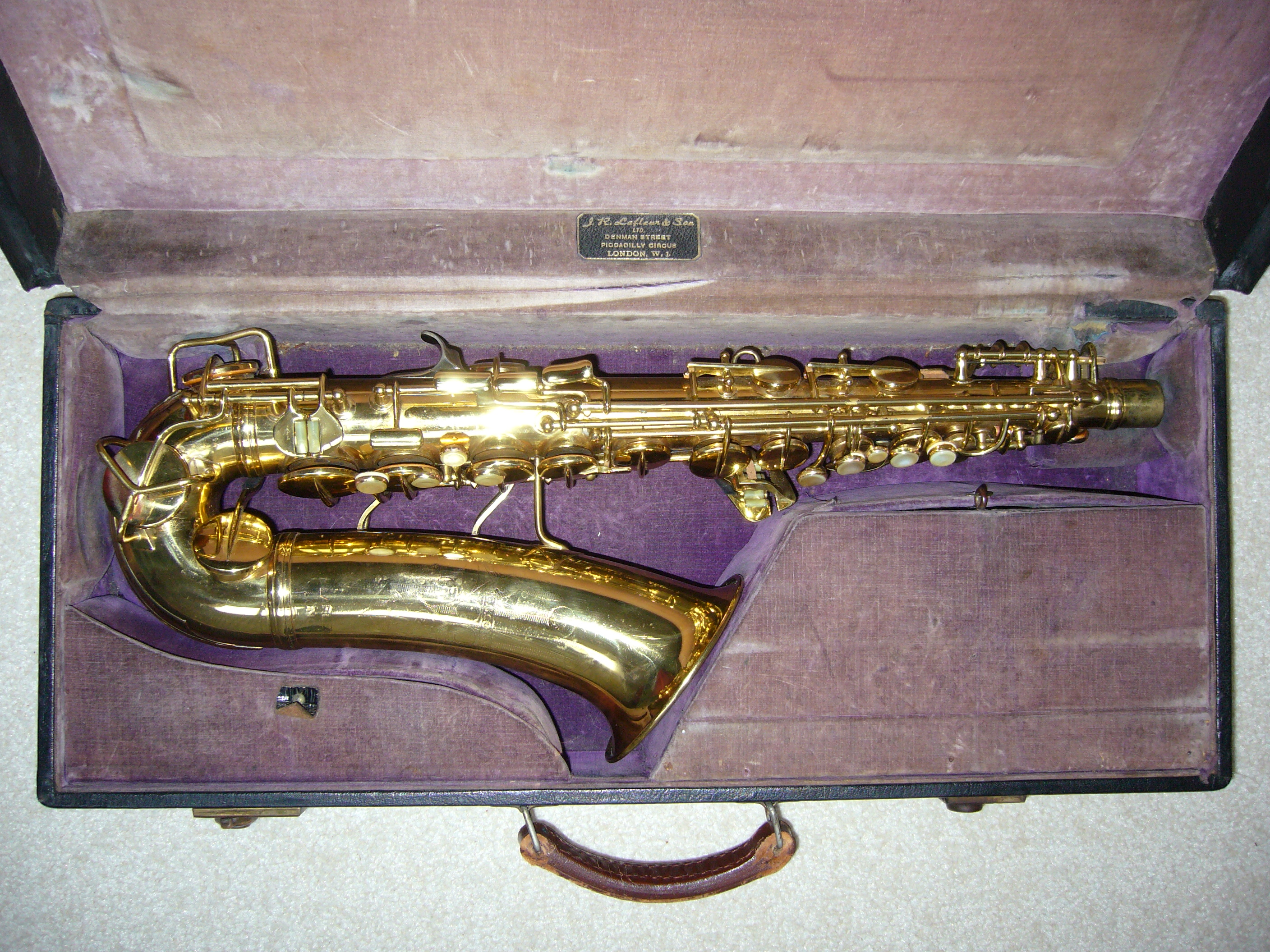
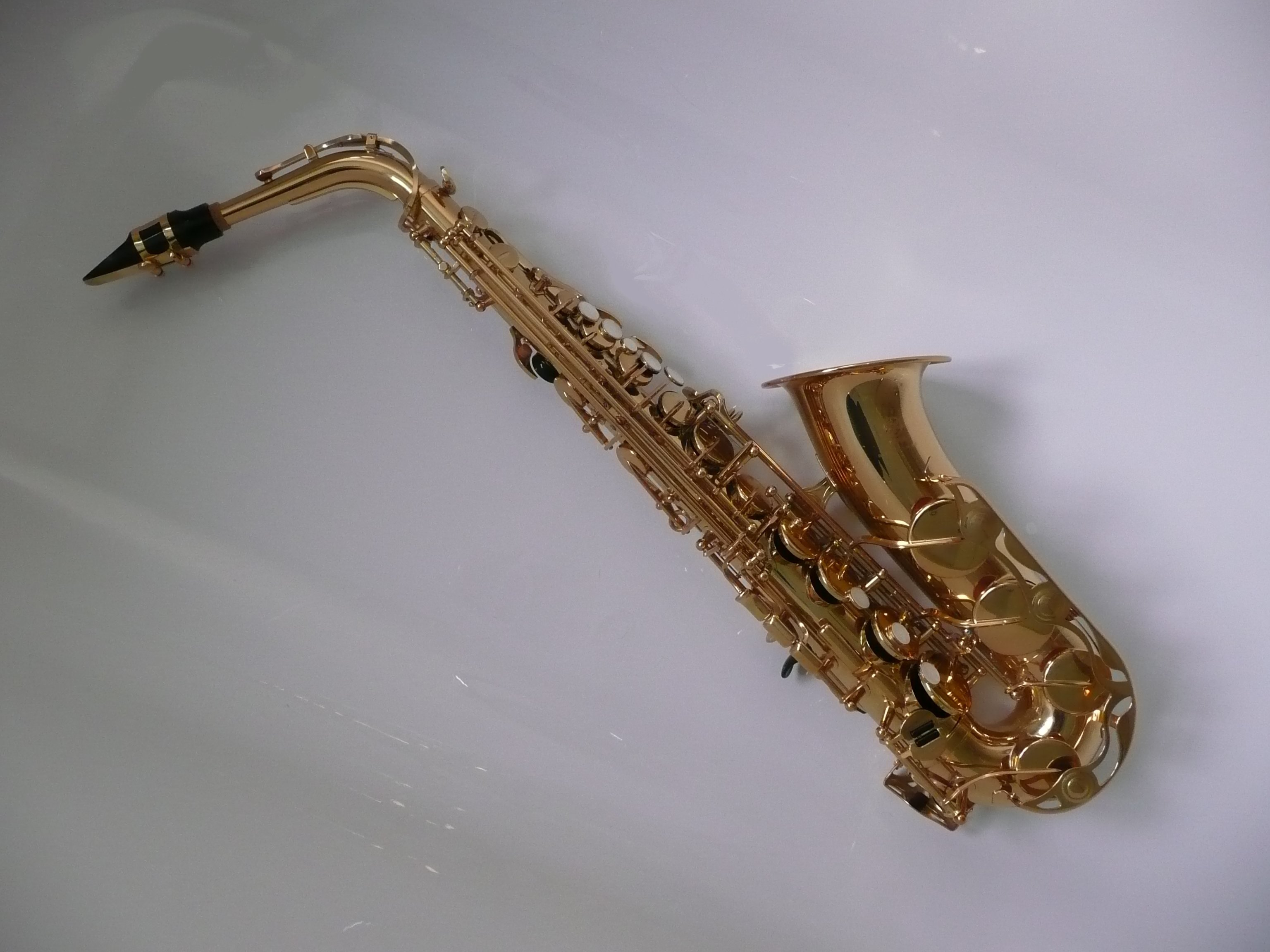
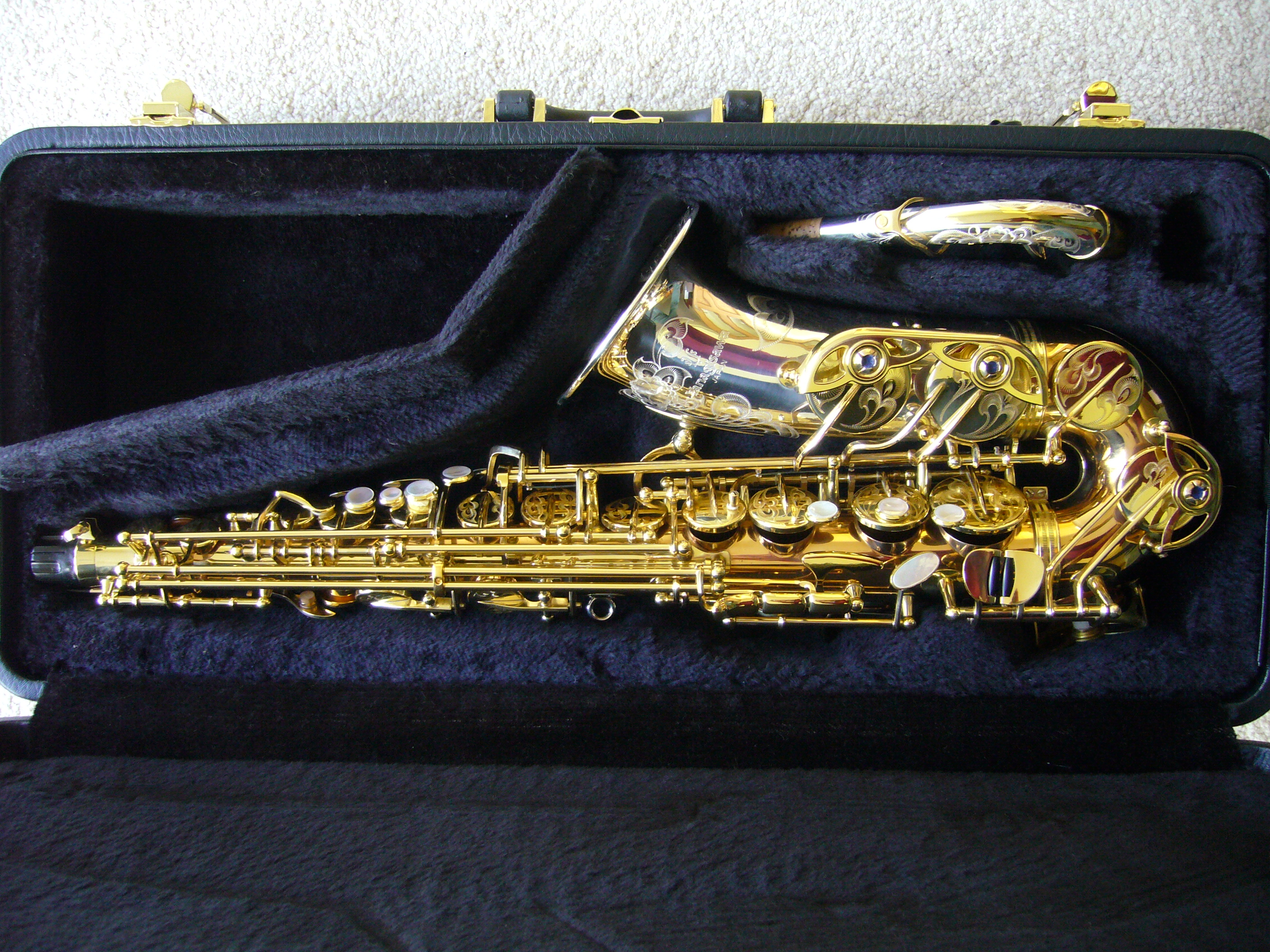
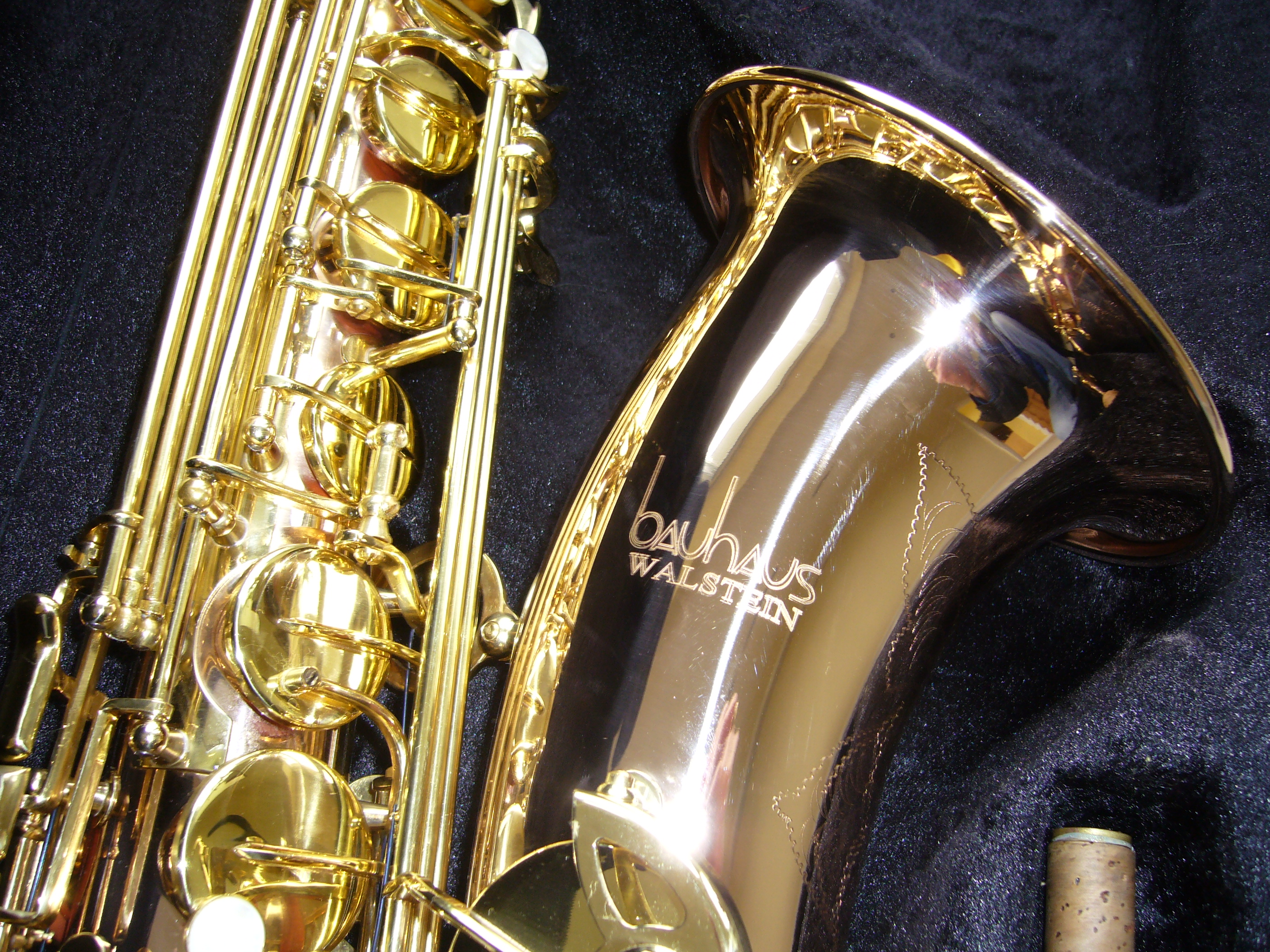
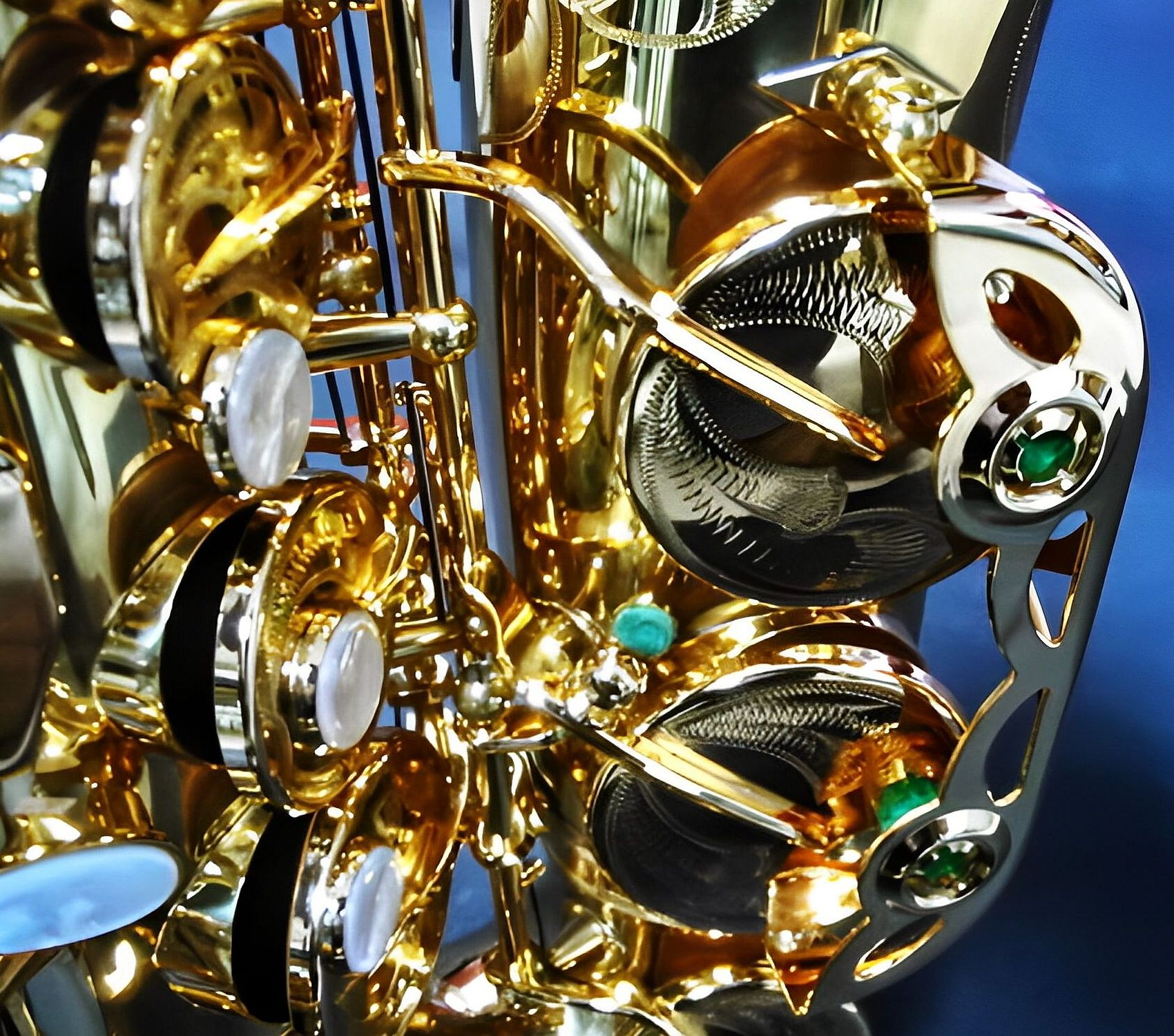
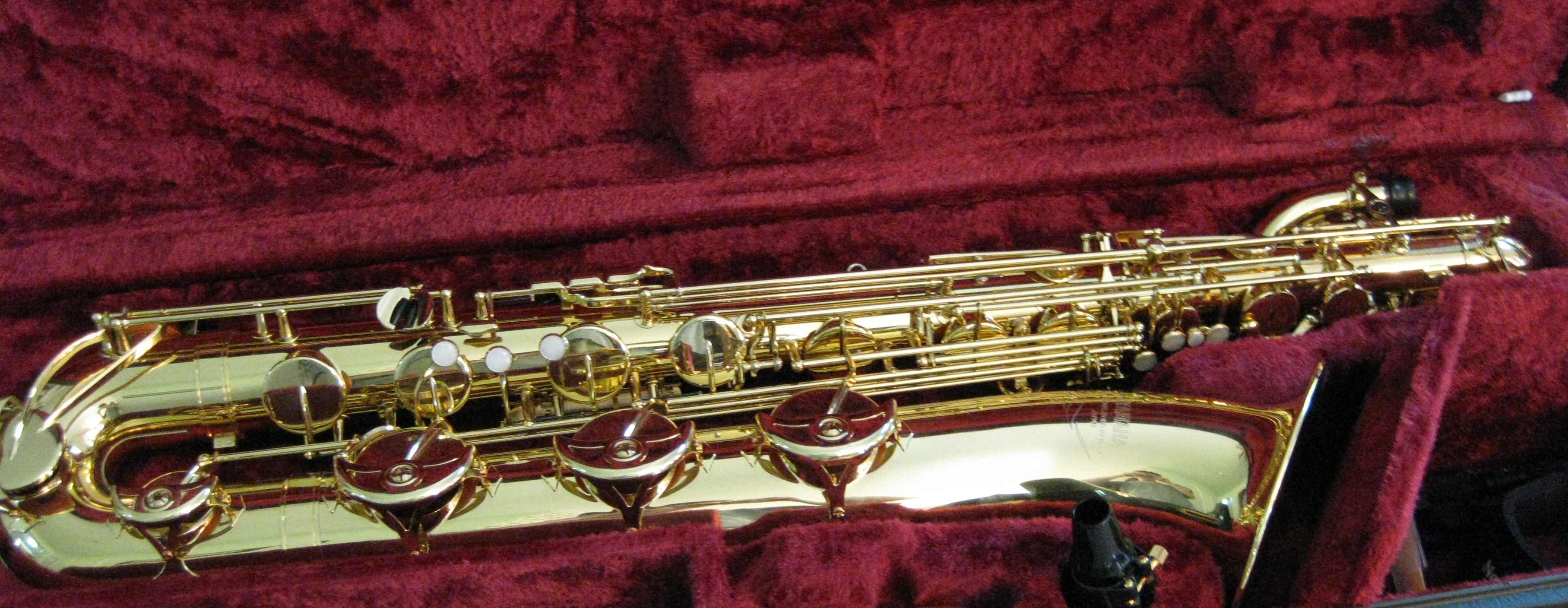
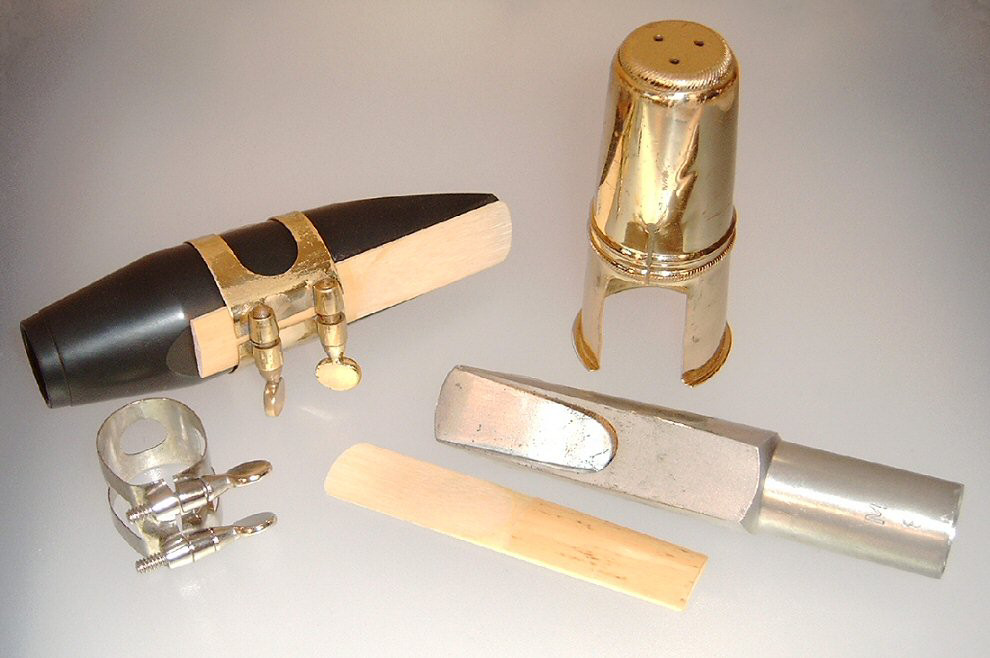